# Frielas
Frielas és una antiga freguesia portuguesa del municipi de Loures, amb 5,57 km² d'àrea i 2.171 habitants (en el cens del 2011). La densitat demogràfica n'és de 389,8 hab/km². Des de 2013, forma part de la nova Unió de Freguesies de Santo António dos Cavaleiros i Frielas.
A Frielas hi ha una important depuradora (ETAR) que neteja l'aigua del riu Trancâo o riu de Loures.

## Població
| População da freguesia de Frielas | População da freguesia de Frielas | População da freguesia de Frielas | População da freguesia de Frielas | População da freguesia de Frielas | População da freguesia de Frielas | População da freguesia de Frielas | População da freguesia de Frielas | População da freguesia de Frielas | População da freguesia de Frielas | População da freguesia de Frielas | População da freguesia de Frielas | População da freguesia de Frielas | População da freguesia de Frielas | População da freguesia de Frielas |
| --------------------------------- | --------------------------------- | --------------------------------- | --------------------------------- | --------------------------------- | --------------------------------- | --------------------------------- | --------------------------------- | --------------------------------- | --------------------------------- | --------------------------------- | --------------------------------- | --------------------------------- | --------------------------------- | --------------------------------- |
| 1864                              | 1878                              | 1890                              | 1900                              | 1911                              | 1920                              | 1930                              | 1940                              | 1950                              | 1960                              | 1970                              | 1981                              | 1991                              | 2001                              | 2011                              |
| 245                               | 271                               | 289                               | 291                               | 330                               | 328                               | 363                               | 441                               | 609                               | 618                               | 856                               | 917                               | 1 596                             | 2 676                             | 2 171                             |

## Història
El seu origen s'associa a la presència del pont de Frielas com a punt de pas de la via de Vale de Loures.
Durant l'edat mitjana, els reis de Portugal (Alfons III i Dionís I) van passar ací algunes temporades; fins i tot erigiren un palau, del qual hui només resten les ruïnes. Va ser ací que es casaren, l'1 de novembre de 1401, Alfons I, duc de Bragança, amb Beatriz Pereira de Alvim.

## Geografia
Freguesia molt antiga, Frielas incloïa els llogarets de Frielas, Flamenga i Ponte de Frielas (els quals compartia amb Santo António dos Cavaleiros). Confrontava amb les freguesias d'Apelação, Camarate, Loures, Santo Antão do Tojal, Santo António dos Cavaleiros, Unhos i amb el municipi d'Odivelas (freguesias d'Olival Basto i Póvoa de Santo Adrião).

## Patrimoni

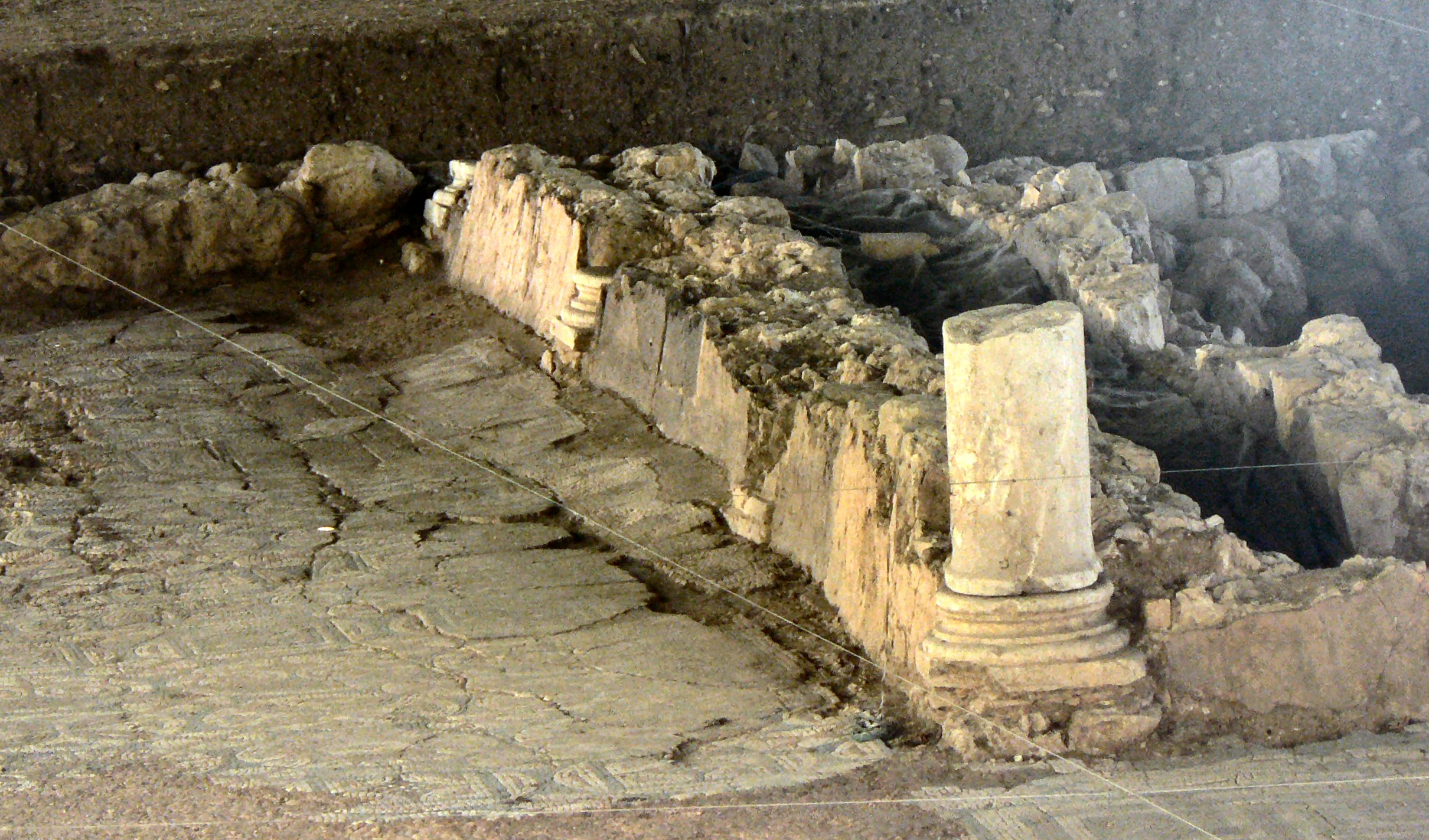
Vil·la romana o jaciment arqueològic de Frielas

- Capella de Santa Catarina (Frielas)
- Creu de terme manuelí de Frielas
- Jaciment arqueològic de Frielas
- Església parroquial de Sâo Julião i Santa Bazilisa de Frielas
- Vil·la de Pinto
- Paço Reial de Frielas (vestigis) o Palau de Frielas
- Vil·la de Santo António (Frielas)

## Patró
Frielas té de patró major el màrtir Julião d'Antioquia, i de copatrona la seua esposa i també màrtir santa Basilissa d'Antioquia.